# ريزدنت إيفل: الانقراض
الشر المقيم : الانقراض (بالإنجليزية: Resident Evil: Extinction)‏ هو فيلم خيال علمي صدر عام 2007 تم تصنيف الفيلم كفيلم رعب وهو الجزء الثالث من سلسلة أفلام ريزدنت إيفل بطلة الفيلم هي أليس مع مجموعة من الناجين من مدينة الراكون، صدر الفيلم في الولايات المتحدة في 21 سبتمبر 2007 ، وكان ناجح تجاريا، محققا 147717833$ في جميع أنحاء العالم. الفيلم تلقاء آراء سلبية من النقاد.

## وصلات خارجية
- الموقع الرسمي
- ريزدنت إيفل: الانقراض على موقع IMDb (الإنجليزية)
- ريزدنت إيفل: الانقراض على موقع ميتاكريتيك (الإنجليزية)
- ريزدنت إيفل: الانقراض على موقع روتن توميتوز (الإنجليزية)
- ريزدنت إيفل: الانقراض على موقع نتفليكس (الإنجليزية)
- ريزدنت إيفل: الانقراض على موقع قاعدة بيانات الأفلام العربية
- ريزدنت إيفل: الانقراض على موقع ألو سيني (الفرنسية)
- ريزدنت إيفل: الانقراض على موقع Turner Classic Movies (الإنجليزية)
- ريزدنت إيفل: الانقراض على موقع أول موفي (الإنجليزية)
- ريزدنت إيفل: الانقراض على موقع بوكس أوفيس موجو (الإنجليزية)
- ريزدنت إيفل: الانقراض على موقع فيلمافينيتي (الإسبانية)